# Peperomia argyreia
Pépéromia d'argent
Espèce
Synonymes
- Peperomia argyraea Hott.[1]
- Peperomia arifolia Miq.[2]
- Peperomia sandersii C.DC.[1]
- Peperomia sandersii DC.[3]

Peperomia argyreia, la Pépéromia d'argent, est une espèce de plantes à fleurs de la famille des pipéracées. C'est une plante herbacée native de la Bolivie, de l'Argentine, du Brésil et du Venezuela.